# Giovanni De Prà
Giovanni Luigi Cecilio De Prà (født 28. juni 1900 i Genova, død 15. juni 1979 smst.) var en italiensk fodboldspiller, der deltog i to olympiske lege i 1920'erne.
De Prà var målmand og spillede 304 kampe for Genoa CFC i perioden 1919 til 1933 og var med til at blive italiensk mester med klubben i sæsonerne 1922/1923 og 1923/1924.
De Prà debuterede på det italienske landshold i foråret 1924 og kom derpå med til OL 1924 i Paris. Her stod han på mål i alle Italiens kampe, der endte med et nederlag i kvartfinalen til Schweiz.
Han spillede på landsholdet de følgende år og var med ved OL 1928 i Amsterdam, hvor han spillede Italiens første kamp, som de vandt 4-3 mod Frankrig. Han fik ikke flere kampe i turneringen, hvor Italien vandt bronze efter Uruguay og Argentina. Italien vandt kampen om bronze over Egypten med 11-3. De Prà fik ikke flere landskampe; han nåede i alt nitten kampe for Italien.